# Önder Şipal
Önder Şipal (ur. 1 maja 1987) – turecki bokser amatorski, uczestnik igrzysk olimpijskich w Rio de Janeiro (2016).
Şipal jest złotym medalistą igrzysk śródziemnomorskich 2009. W finałowym pojedynku pokonał na punkty (6:0) Marokańczyka Medhiego Khalsi. Zdobył też brązowy medal w roku 2005, rywalizując w kategorii lekkopółśredniej.
W lipcu 2016 uczestniczył w turnieju kwalifikacyjnym na Letnie Igrzyska Olimpijskie 2016. Reprezentant Turcji zajął trzecie miejsce w kategorii średniej, kwalifikując się na igrzyska. Na igrzyskach stoczył dwa pojedynki. W 1/16 finału jego rywalem był reprezentant Zambii Benny Muziyo, którego Şipal pokonał na punkty (2:1). Udział zakończył na 1/8 finału, przegrywając na punkty (0:3) z reprezentantem Indii Vikasem Krishanem.
Dwukrotnie zdobywał brązowe medale mistrzostw Unii Europejskiej w roku 2005 i 2006, rywalizując w kategorii lekkopółśredniej.